# Sigma SD10
La Sigma SD10 es una réflex digital de un solo lente (DSLR) fabricada por la corporación Sigma de Japón. Fue anunciada el 27 de octubre de 2003, y es una evolución de su predecesor, la Sigma SD9. Las cámaras Sigma SD10 son únicas en el campo de las DSLR por usar una tecnología de sensor de "color completo", y en que solo producen imágenes en Raw que requieren postprocesamiento en ordenador

## Sensor de imagen Foveon X3
Como su predecesor, la SD10 usa un sensor con la tecnología de sensor Foveon X3. El archivo Raw de 10.2 megapíxeles generado por este sensor es procesado para producir un archivo de imagen de 3.4 megapíxeles. Aunque el archivo de imagen es de menores dimensiones a las de otras cámaras de 10 megapíxeles, está hecho del mismo número de valores de datos Ya que el sensor detecta datos de color real (tres valores) por cada fotosito; la información real contenida en estas imágenes es similar a la de un sensor convencional de 7 a 9 megapíxeles. Sigma y Foveon cuentan cada sensor por separado, y afirman que la cámara posee 10.2 millones de píxeles.

## Solo salida en RAW
A diferencia de otras cámaras, no posee procesamiento para conversión de imágenes a JPEG o TIFF. En lugar de eso, guarda las imágenes en su propio formato (.X3F), el cual contiene toda la información capturada por la cámara. Se requiere procesamiento para poder usar dichas imágenes. Sigma provee su procia aplicación para dicha tarea; de forma adicional, Adobe Photoshop CS2 soporta el formato, al igual que otras aplicaciones de procesamiento de imágenes.

## Modos de exposición
La cámara posee cuatro modos de exposición: Prioridad a apertura, (A), Prioridad a velocidad de obturación (S), Manual (M) y Programa automático (P).

## Disponibilidad de objetivos
La SD10 solo soporta lentes de montura Sigma SA. Solo Sigma produce objetivos para esta montura, aunque su rango es bastante amplio. Existen convertidores para objetivos de otras monturas, aunque no tienen soporte para las características electrónicas. Muchos objetivos Canon EF pueden ser convertidos a Sigma SA Conservando el enfoque automático y la apertura controlada desde la cámara, aunque se pierde la estabilización óptica.

## Pros y contras
La SD10 es una cámara inusual con ventajas y desventajas al compararla con otras DSLR, lo cual tiende a causar polarización.  Las ventajas y desventajas más citadas son las siguientes:

### Pros
- Excelente color en luz de día y escenas bien iluminadas.
- Excelente detalle, comparable a sensores tradicionales de 6.5 megapíxeles
- Imágenes libre de ruido en ISO bajo
- Efecto Moiré menos visible al capturar patrones con alto detalle
- Acepta baterías fácilmente obtenibles en vez de baterías de formato propio.
- El visor permite visualizar un área fuera de la toma para ver si se puede hacer un mejor encuadre
- Sistema de menú simple e intuitivo
- Remover el protector de polvo la convierte en una cámara sensible a la luz infrarroja

### Contras
- No produce imágenes en JPEG.
- Menor cantidad de fotos por tarjeta de memoria.
- Solo acepta lentes Sigma; otros lentes requieren adaptadores.
- Rendimiento pobre en condiciones de poca luz.
- La calidad de imagen se reduce en largas exposiciones (sobre 4 segundos).
- No posee flash en cuerpo.
- Un solo sensor de autoenfoque.